# Ацетиленіди

Структурна формула ацетиленіду срібла.

Ацетилені́ди, ацетилі́ди (рос. ацетилениды, англ. acetylides) — хімічні сполуки, які утворюються внаслідок заміщення одного або обох атомів Гідрогену в ацетилені на метал або катіонну групу (наприклад, натрій ацетилід NaC≡CH). Сюди відносяться карбіди калію, кальцію, алюмінію, а також перехідних металів (Cu, Ag, Au), які містять С22- або С2R- форми.
Гідролізуються до етину, ацетиленіди перехідних металів вибухові. Ацетиленід срібла використовується у промислових вибухових речовинах. 
Перехідні метали утворюють комплексні ацетиліди (наприклад, [M(C≡CR)n]x-), в яких метал знаходиться в нижчому ступені окиснення.